# Pascagoula
Pascagoula é uma cidade localizada no estado americano de Mississippi, no Condado de Jackson.

## Demografia
Segundo o censo americano de 2020, a sua população era de 22 010 habitantes. uma perda de 15% em vinte anos.

## Geografia
De acordo com o United States Census Bureau tem uma área de
47,2 km², dos quais 39,3 km² cobertos por terra e 7,9 km² cobertos por água.

## Localidades na vizinhança
O diagrama seguinte representa as localidades num raio de 16 km ao redor de Pascagoula.